# Bairoda
Bairoda ist ein Stadtteil von Bad Liebenstein im Wartburgkreis in Thüringen mit etwa 270 Einwohnern.

## Geschichte
Bairoda befindet sich am Oberlauf des Farnbachs, dieser kleine Zufluss mündet bei Herrenbreitungen von rechts in die Werra. Der Fluss markierte seit dem Spätmittelalter einen Grenzabschnitt der Burgherrschaften Liebenstein und Wallenburg. Später wurde er zur Landesgrenze zwischen Sachsen-Meiningen und der Herrschaft Schmalkalden (Hessen-Kassel, später preußische Provinz Hessen-Nassau). Diese Grenze verlief mitten durch den heutigen Ort. Der alte Grenzverlauf ist auch heute noch im Ortsbild durch die am Wirtshaus stehende „Bairodaer Linde“ (Naturdenkmal) und einem hessisch-preußischen Grenzstein aus dem 19. Jahrhundert präsent.
Zu beiden Seiten des Flusses entstanden Höfe. Der am rechten Ufer befindliche Teil wurde Grossendorf genannt, er hatte schon im ersten Drittel des 19. Jahrhunderts 34 Wohnhäuser und Gehöfte.
Der am linken Flussufer befindliche Ortsteil bildete das ursprüngliche Beierode (auch Bayerode).
Vom Ortsrand bis auf die Hohe Klinge verläuft eine teilweise noch gut im Gelände erkennbare Grenzbefestigungsanlage – die „Bairodaer Landwehr“, Hinweisschilder markieren das Bodendenkmal im Steilhang des Dorngehege.
Im Jahr 1860 wurde im Ort eine Villa errichtet und um sie ein weitläufiger Park angelegt. Dieses „kleine Schlösschen Bairoda“ dient heute als Seniorenresidenz.
Am 1. Juli 1950 wurde Bairoda zusammen mit Schweina nach Bad Liebenstein eingemeindet. Beide Orte wurden am 1. April 1974 ausgegliedert. Während Schweina wieder selbständig wurde, kam Bairoda zu Meimers. Am 13. August 1993 wurde Meimers nach Bad Liebenstein eingemeindet.

## Sehenswürdigkeiten und Veranstaltungen
1000-jährige Linde

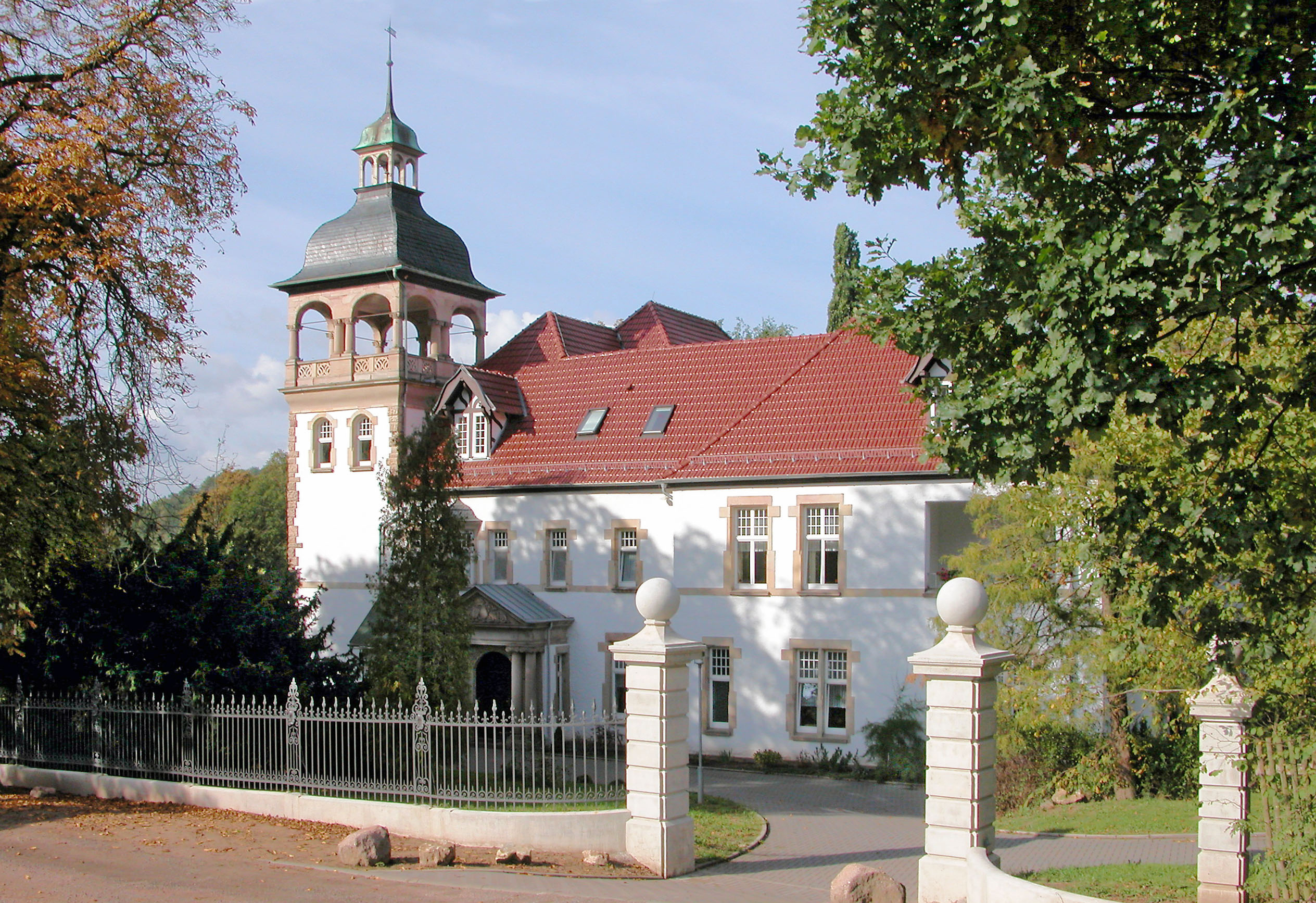
Schlösschen Bairoda

- Die „Bairodaer Linde“, auch „1000-jährige Linde“ genannt, steht in der Ortsmitte und ist das Wahrzeichen Bairodas. Sie markierte früher die Grenze zwischen den zwei Kleinstaaten und ihren Herrschaftsbereichen. Schon im Jahr 913 wurde die Linde als Grenzbaum erwähnt. Ob der heutige Baum noch das Original von damals ist oder ob es sich um eine Nachpflanzung an alter Stelle handelt, ist nicht überliefert.
- Unter ihr steht der „Adlerstein“ mit dem auf ihm angebrachten „Grenzadler“, als Hohheitsymbol und Grenzmarke.
- Direkt an der Linde gelegen ist das alte Gasthaus, vor dem der Grenzstein genau mittig steht und das durch die Grenze geteilt war, also in zwei „Ländern“ stand.[3] Aufgrund dieses Umstands geht im Dorf die Mär um, dass wenn der sächsisch-meiningische Dorfpolizist die Sperrstunde ausrief, man im Wirtshaus einfach auf die hessische Seite wechselte und dort weiter zechte.
- Der Baum selbst ist eine seit 1955 als Naturdenkmal ausgewiesene Sommerlinde von deren hohlem Stamm die alten, starken Äste abgebrochen sind, sich aber stattdessen eine neue Krone gebildet hat die inzwischen wieder eine Höhe von 16 m erreicht. Das Alter des Baumveterans wird mit 700–1100 Jahren angegeben.[4]

Schloss Bairoda oder „Schlösschen“
- Die jetzt als Altersheim genutzte Villa wird im Ort wegen ihrer architektonischen Details als Schlösschen bezeichnet. Schon 1860 erbaut wurde sie in der Weltwirtschaftskrise in den 1920er Jahren verkauft. Zeitweise diente sie als Internat und Heim. Seit 1998 wird der Gebäudekomplex mit einem weitläufigen Park als Alterswohnheim betrieben.[5]

auch sehenswert
- Auf dem Storchsberg südwestlich der Ortslage befindet sich die Sängerhütte mit dem Festplatz von Bairoda. Der Berg bietet eine gute Aussicht auf die Trusetaler und Brotteroder Berge und ist ein beliebtes Wanderziel für Bad Liebensteiner Kurgäste, da der Kurkomplex nur drei Kilometer entfernt liegt.
- Am Osthang des Storchsberges befindet sich der kleine Dorffriedhof mit dem Gefallenendenkmal des Ortes.

Backhausfest und Schleppertreffen
- Alljährlich am 1. Mai findet ein Backhausfest im Ort statt, das vom Feuerwehrverein Bairoda organisiert wird. Gleichzeitig wird vor dem Feuerwehrhaus ein Schleppertreffen mit anschließendem Fahrzeugkorso durch die Ortslage organisiert.

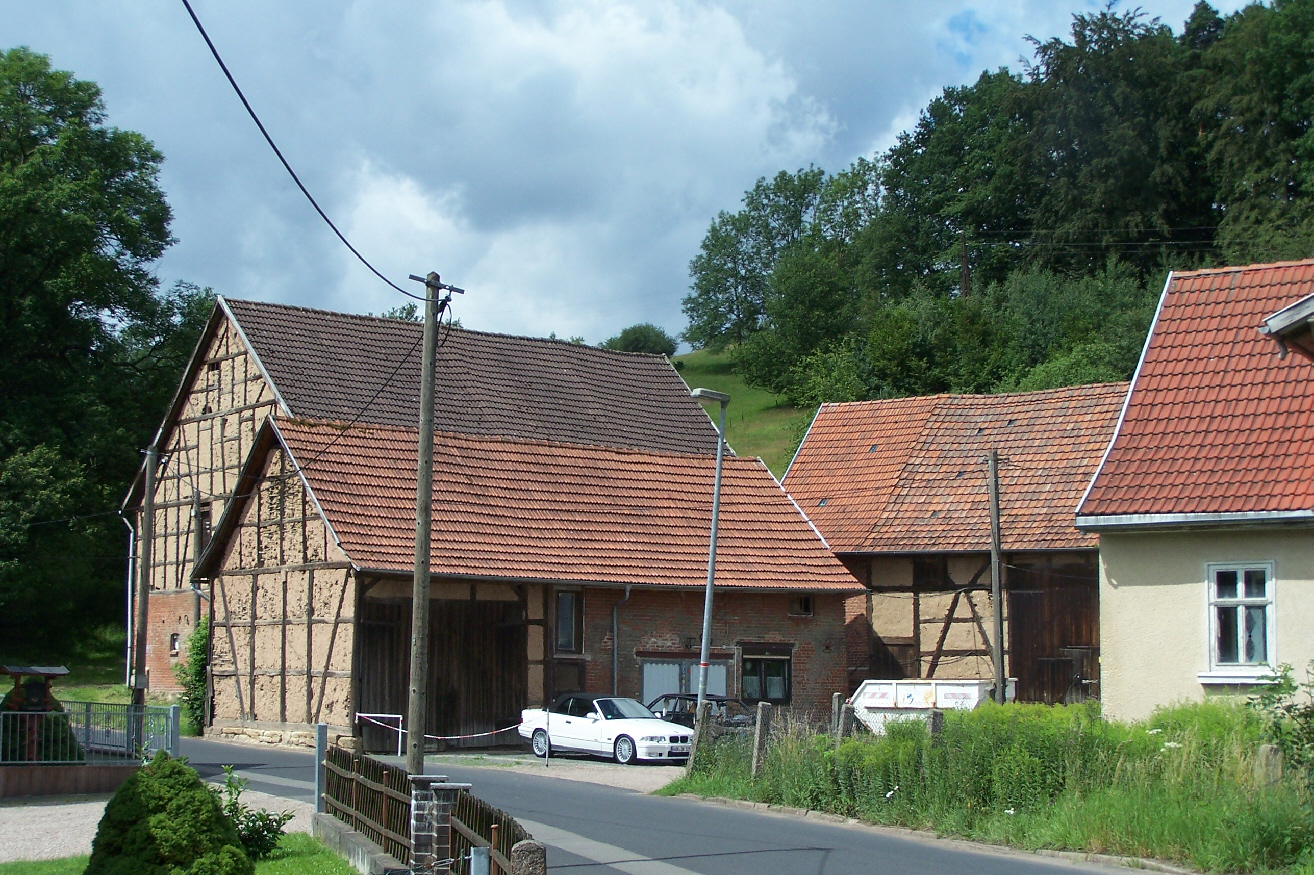
In der Ortslage Bairoda.
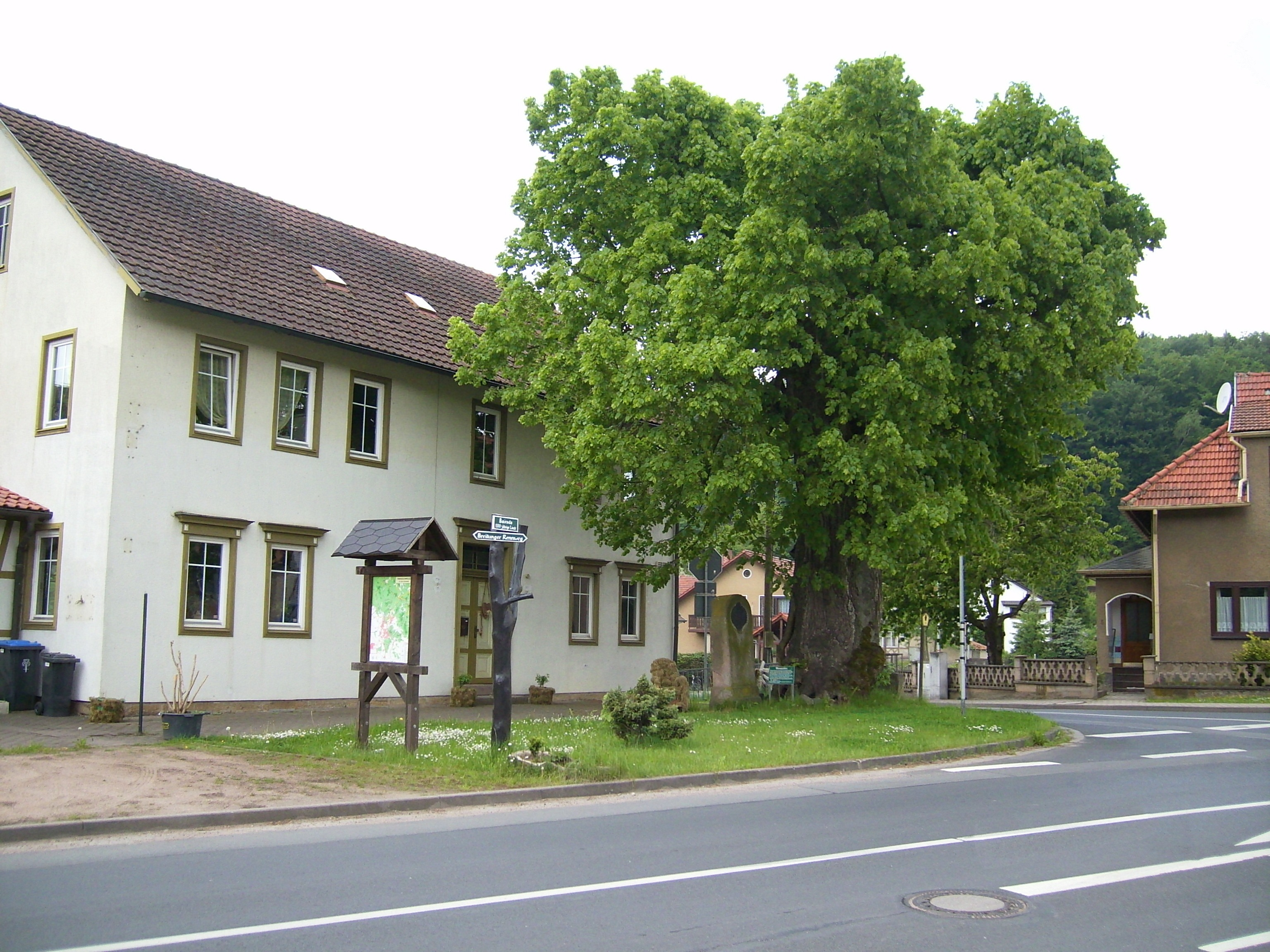
Die „1000-jährige Linde“ vor dem alten Wirtshaus
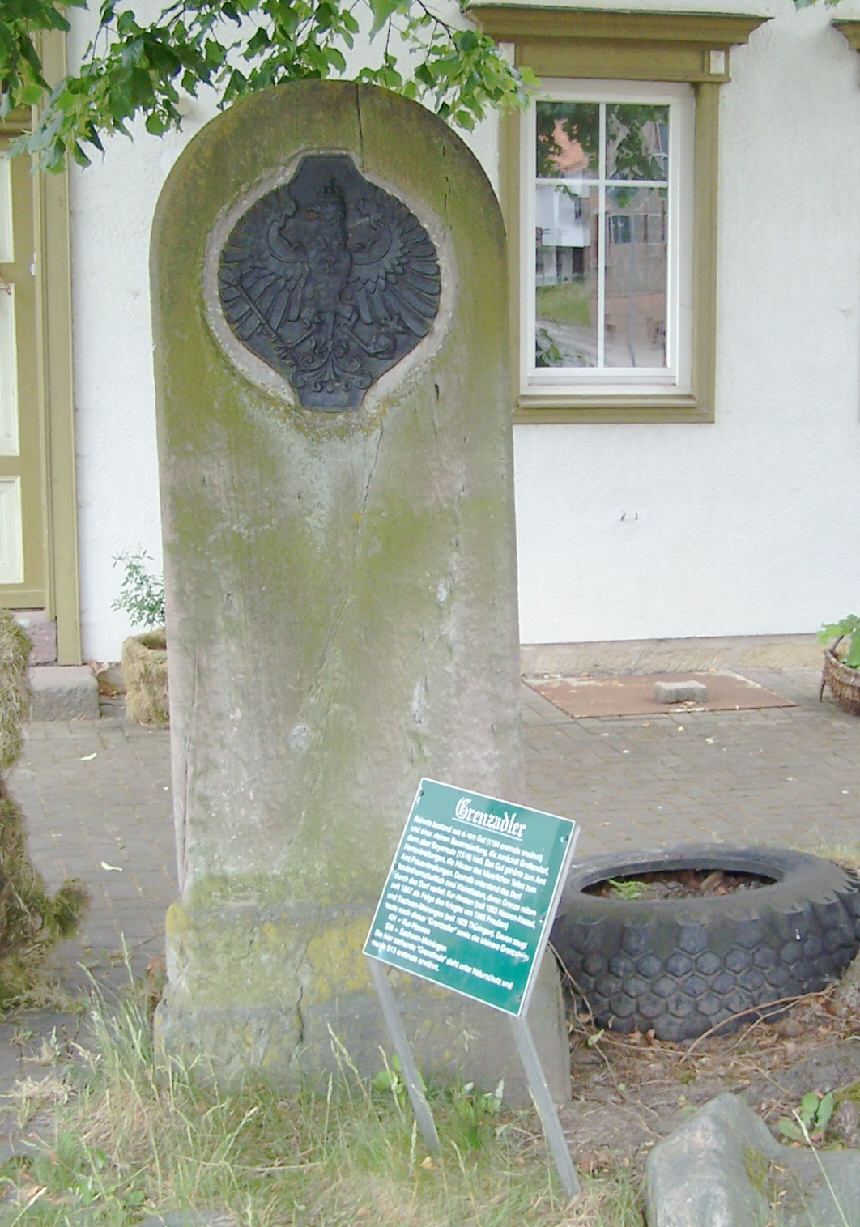
Der Grenzadler
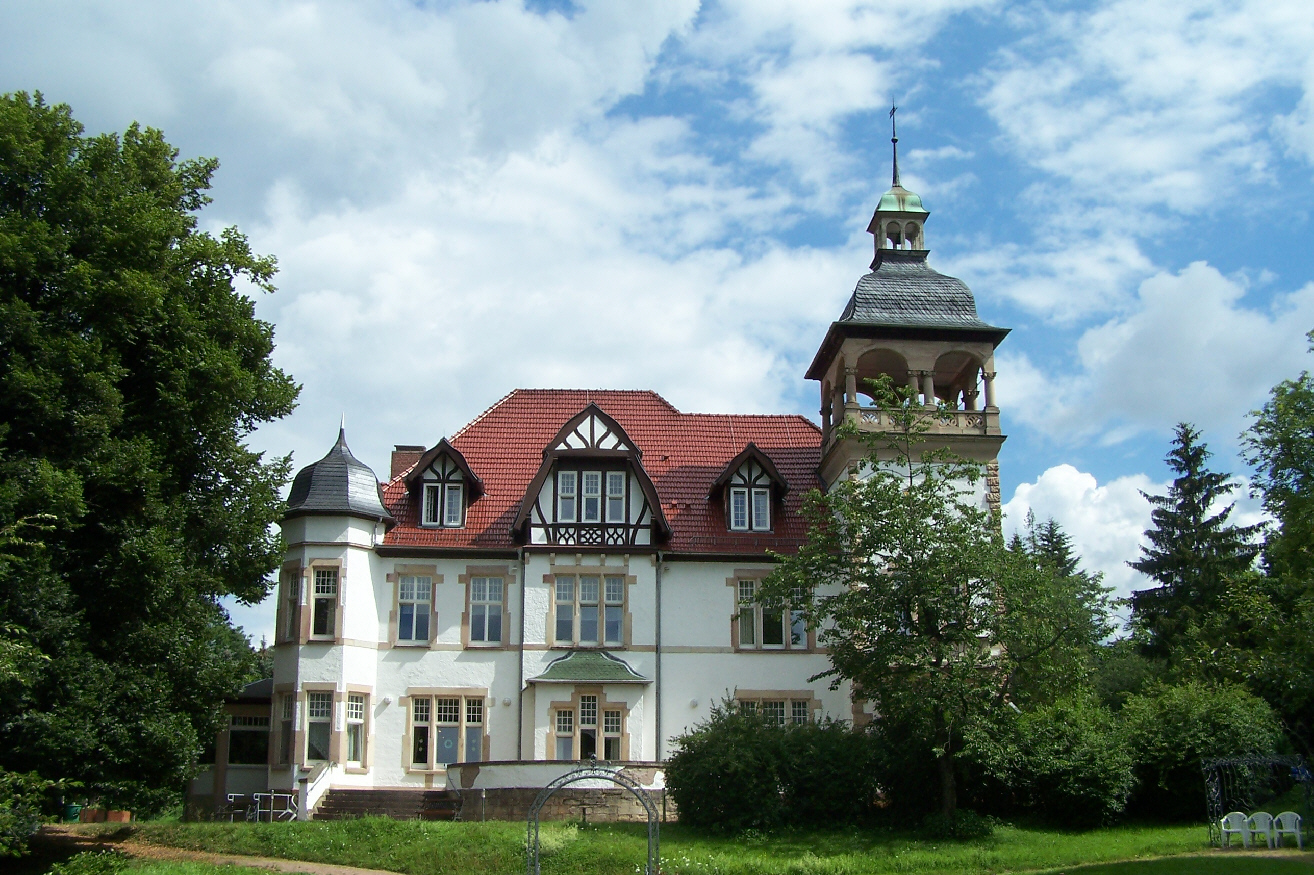
Schloss Bairoda